# Donjeux (Górna Marna)
Donjeux – miejscowość i gmina we Francji, w regionie Grand Est, w departamencie Górna Marna.
Według danych na rok 1990 gminę zamieszkiwały 452 osoby, a gęstość zaludnienia wynosiła 35 osób/km².